# 24-й артиллерийский полк противотанковой обороны
24-й артиллерийский полк противотанковой обороны — воинское соединение Вооружённых сил СССР в Великой Отечественной войне.

## История
Полк сформирован в Ленинграде в сентябре 1941 года.
В действующей армии с 10 сентября 1941 по 14 октября 1941 года. Был развёрнут на южных подступах к Ленинграду в районе Пушкина.
14 октября 1941 года переформирован в 706-й артиллерийский полк 2-го формирования восстанавливаемой после выхода из Лужского окружения 177-й стрелковой дивизии.

## Полное наименование
- 24-й артиллерийский полк противотанковой обороны

## Подчинение
| Дата            | Фронт (округ)       | Армия | Корпус | Дивизия | Бригада | Примечания |
| --------------- | ------------------- | ----- | ------ | ------- | ------- | ---------- |
| 01.10.1941 года | Ленинградский фронт | -     | -      | -       | -       | -          |